# Javorje pri Blagovici
Javorje pri Blagovici – wieś w Słowenii, w gminie Lukovica. W 2018 roku liczyła 34 mieszkańców.